# Сатерн-рок
Сатерн-рок (англ. Southern rock, укр. південний рок) — музичний стиль, що з'явився в США наприкінці 1960-х років.

## Історія

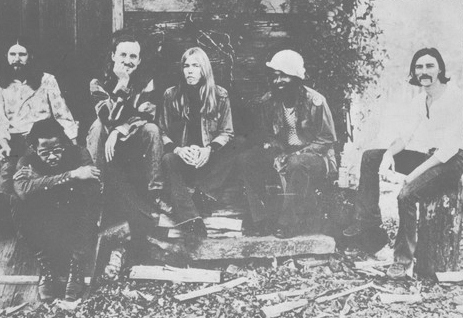
The Allman Brothers Band (1975)

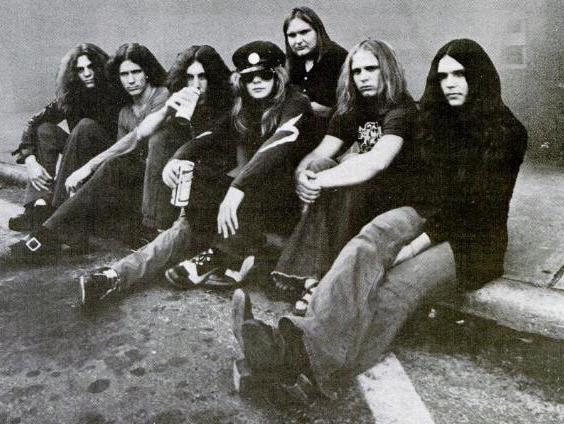
Lynyrd Skynyrd (1973)

Сатерн-рок — це музичний стиль, який поєднував рок-н-рол, блюз-рок, кантрі-музику, бугі-вугі, та відзначався довгими імпровізованими джемами, характерними для Cream або Grateful Dead. Першим сатерн-роковим гуртом вважаються The Allman Brothers Band, що 1969 року підписали контракт з лейблом Capricorn Records. Продюсер Філ Волден, який до цього працював з Отісом Реддінгом, зробив ставку на рок-гурти Півдня США, і після братів Оллменів також підписав колектив The Marshall Tucker Band, гурт Елвіна Бішопа та декілька схожих виконавців.
The Allman Brothers стали прикладом для наслідування для інших тогочасних гуртів південних штатів, хоча й мали неоднорідне музичне наповнення. Так, The Allman Brothers мали двох гітаристів та двох барабанщиків, і були ближчими до рок-н-ролу та кантрі. Lynyrd Skynyrd грали важчу та гучнішу музику, ближчу до творчості Rolling Stones, маючи в складі трьох соло-гітаристів. Колективи .38 Special, Molly Hatchet та Outlaws надихалися блюзом та бугі-вугі, The Marshall Tucker Band — свінгом, Wet Willie — соулом, Atlanta Rhythm Section — музикою кантрі, Sea Level та Dixie Dregs — ⁣джаз-роком. Неформальним гімном стилю була пісня Чарлі Деніелса «The South's Gonna Do It», що містила численні відсилання до тогочасних сатерн-рокових гуртів.
На початку 1980-х років популярність сатерн-року зійшла нанівець, на користь класичного року та формату AOR. Попри спроби назвати нові гурти альтернативного року, такі як R.E.M., «новими сатерн-рокерами» (англ. New Southern rock), ця назва так і не прижилася. Проте елементи сатерн-року зберігалися в рок-музиці й надалі, наприклад, у творчості гуртів The Black Crowes та Widespread Panic.